# Pfarrhaus Bernbach (Bidingen)

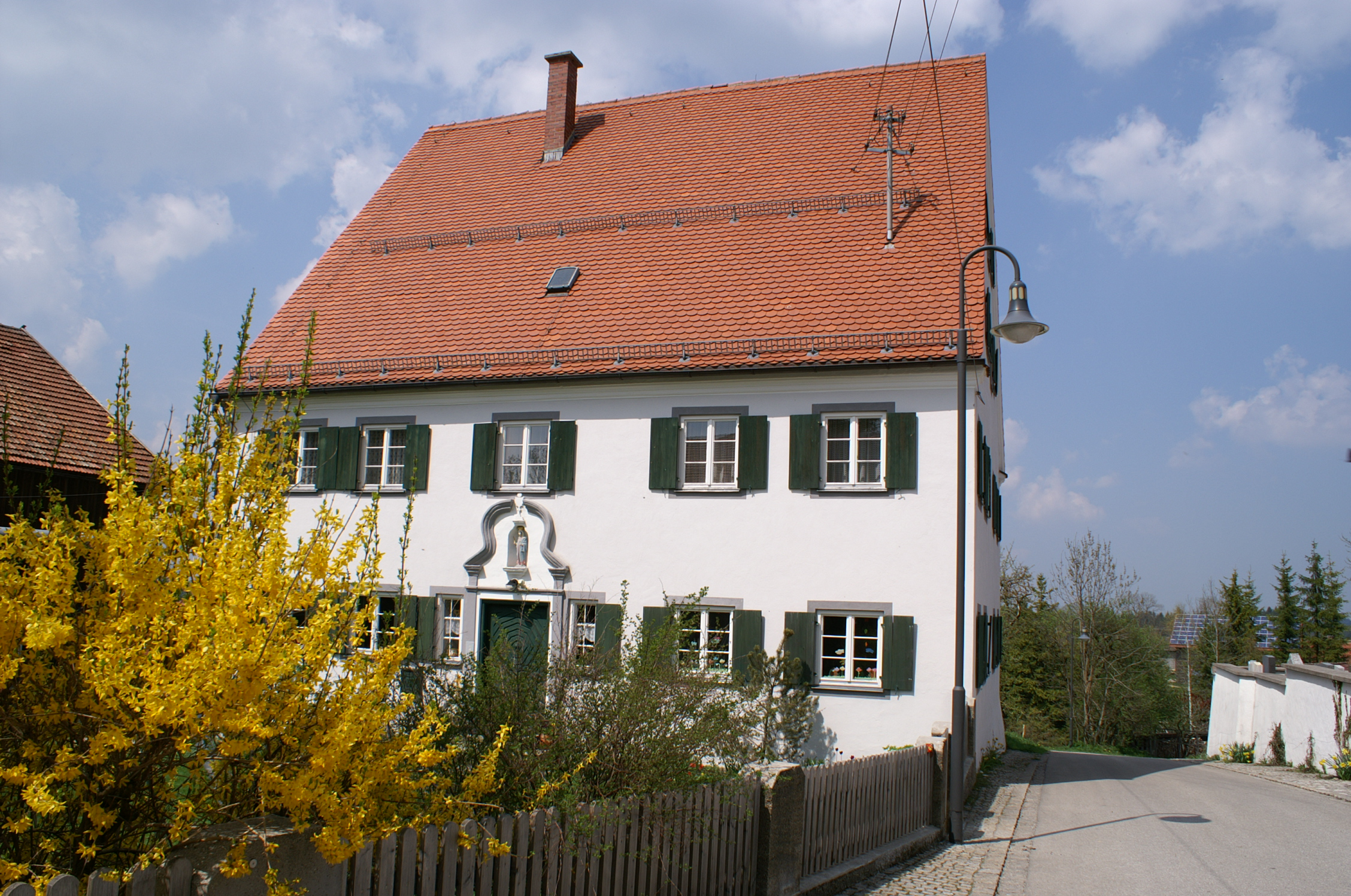
Ehemaliges Pfarrhaus in Bernbach

Das Pfarrhaus in Bernbach, einem Gemeindeteil von Bidingen im Landkreis Ostallgäu im bayerischen Regierungsbezirk Schwaben, wurde 1765 errichtet. Das ehemalige Pfarrhaus an der Pfarrgasse 7, gegenüber der katholischen Pfarrkirche St. Johannes der Täufer, ist ein geschütztes Baudenkmal.
Der zweigeschossige Satteldachbau besitzt fünf zu drei Fensterachsen. Über dem Eingang steht eine Heiligenfigur, die von einem geschwungenen Stuckbogen gerahmt wird.